# Migliaro
Migliaro este o comună din provincia Ferrara, Italia. În 2011 avea o populație de 2228 de locuitori.

## Demografie
|  | Graficele sunt indisponibile din cauza unor probleme tehnice. Mai multe informații se găsesc la Phabricator și la wiki-ul MediaWiki. |

Date: Wikidata - grafică realizată de Wikipedia